# Destroyer of Worlds
Destroyer of Worlds är det svenska black metal/viking metal-bandet Bathorys tionde album, utgivet 2001 genom Black Mark Production.

## Låtlista
1. "Lake of Fire" – 5:43
2. "Destroyer of Worlds" – 4:51
3. "Ode" – 6:27
4. "Bleeding" – 6:50
5. "Pestilence" – 3:55
6. "109" – 3:36
7. "Death from Above" – 4:35
8. "Krom" – 3:09
9. "Liberty & Justice" – 3:52
10. "Kill Kill Kill" – 2:50
11. "Sudden Death" – 3:19
12. "White Bones" – 8:35
13. "Day of Wrath" – 8:11

Text och musik: Quorthon

## Medverkande
Musiker (Bathory-medlemmar)
- Quorthon (Thomas Börje Forsberg) – alla instrument, sång, texter & musik

Produktion
- Quorthon – producent, omslagsdesign, omslagskonst
- Boss (Stig Börje Forsberg) – producent
- Mimo (Mikael Moberg) – ljudtekniker